# 武川站
武川站（日语：／ Takekawa eki */?）是位於日本埼玉縣深谷市，屬於秩父鐵道秩父本線及三尻線的鐵路車站。

## 歷史
- 1901年（明治34年）10月7日：作為田中站開業。
- 1903年（明治36年）6月24日：以當時所在地武川村（日语：武川村 (埼玉県)）改名為武川站。

## 車站結構
島式月台1面2線的地面車站。直營站。管理站，但此站是只管理本身的自站管理（周邊車站由熊谷站管理）。

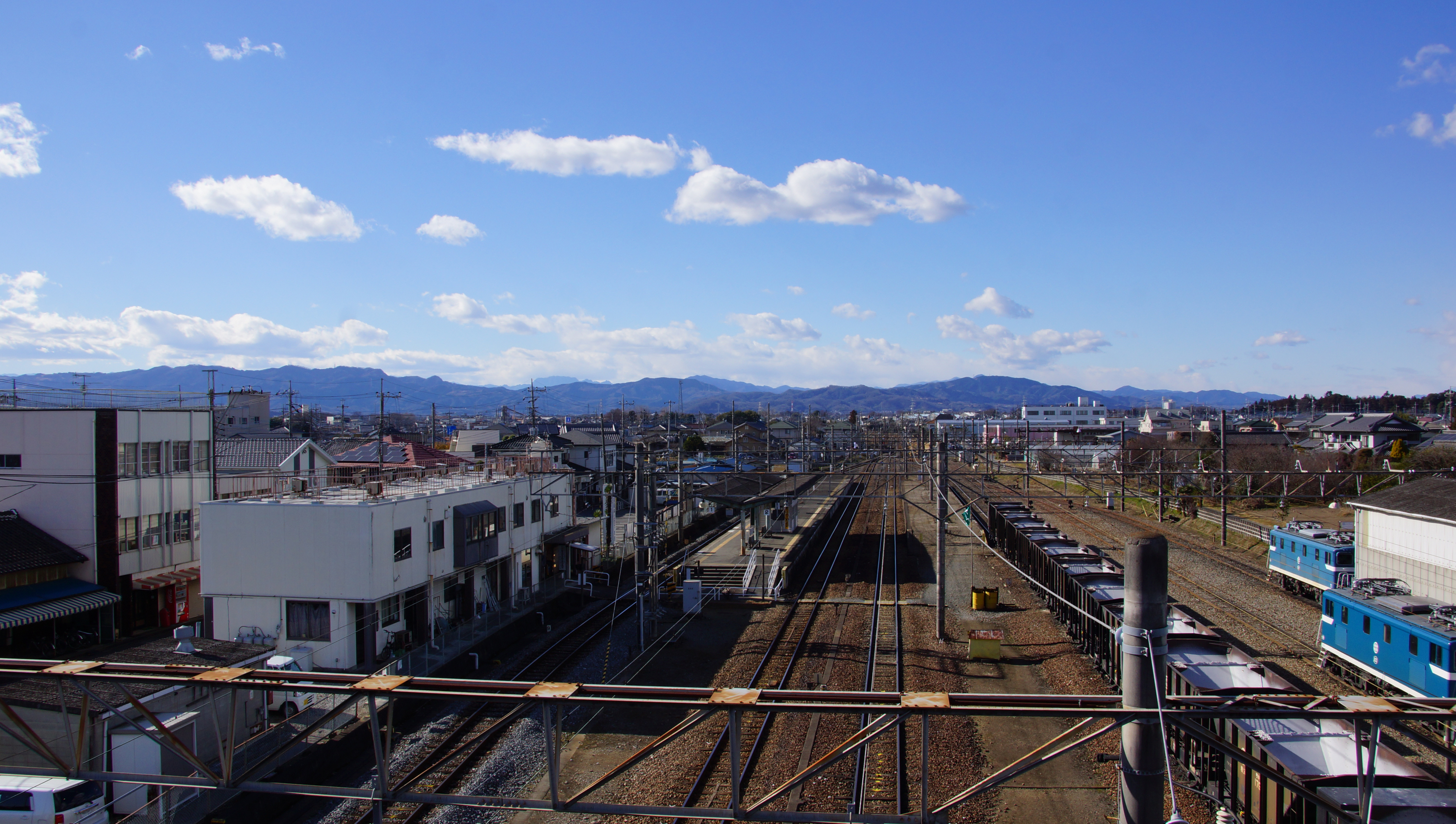
鳥瞰武川站，2018年1月。
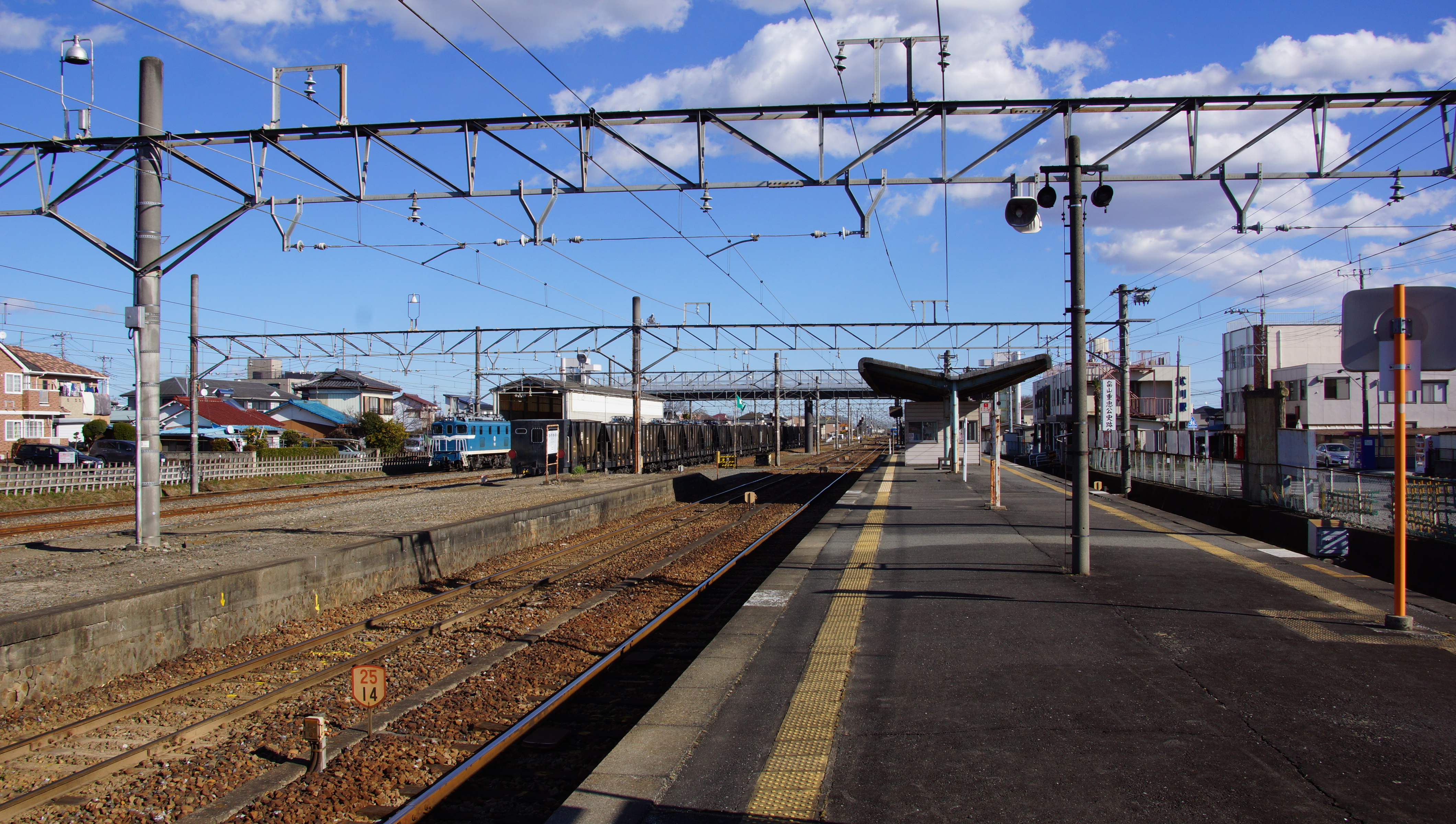
武川站的月台，2018年1月。
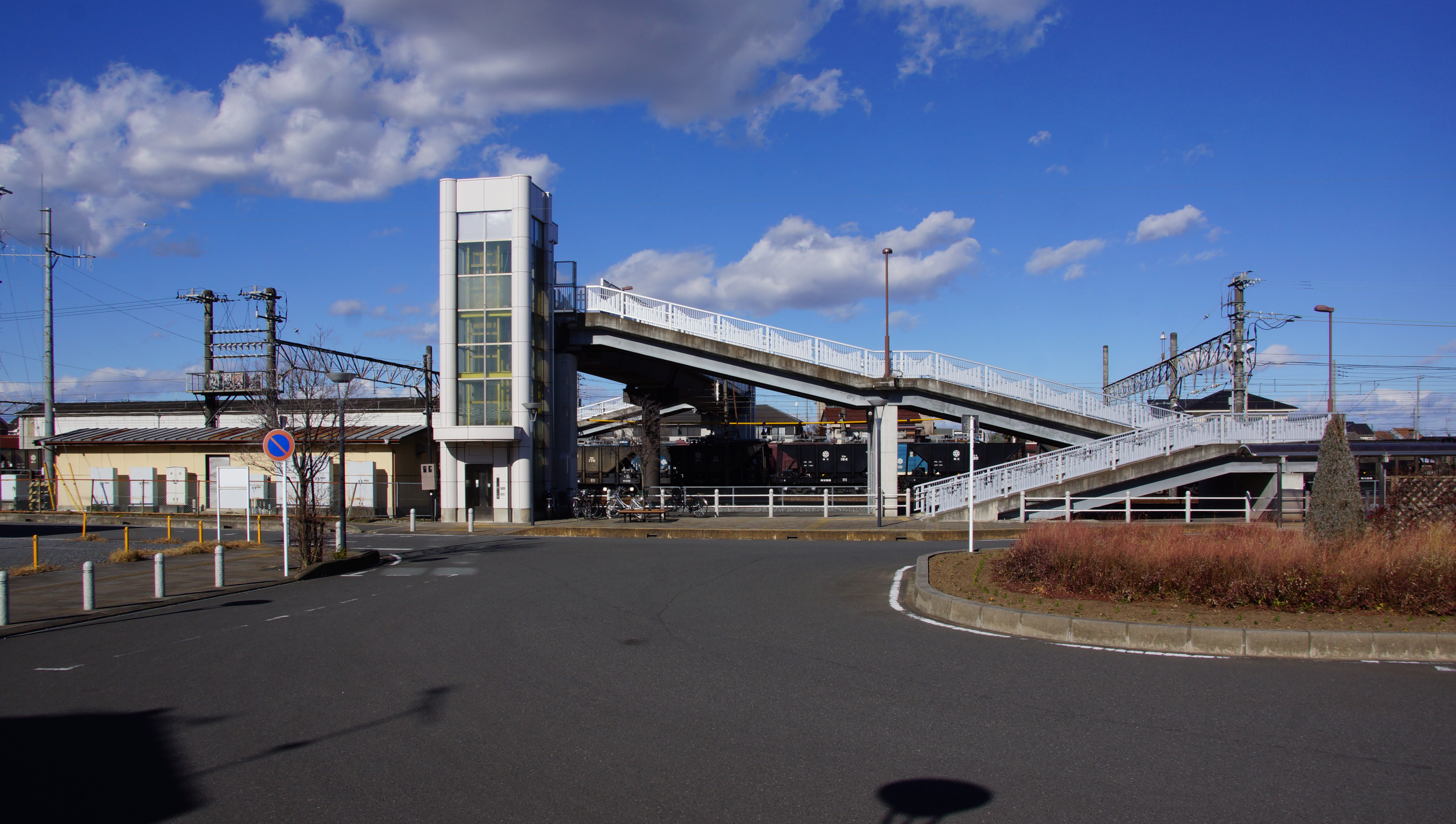
武川站的南側，2018年1月。
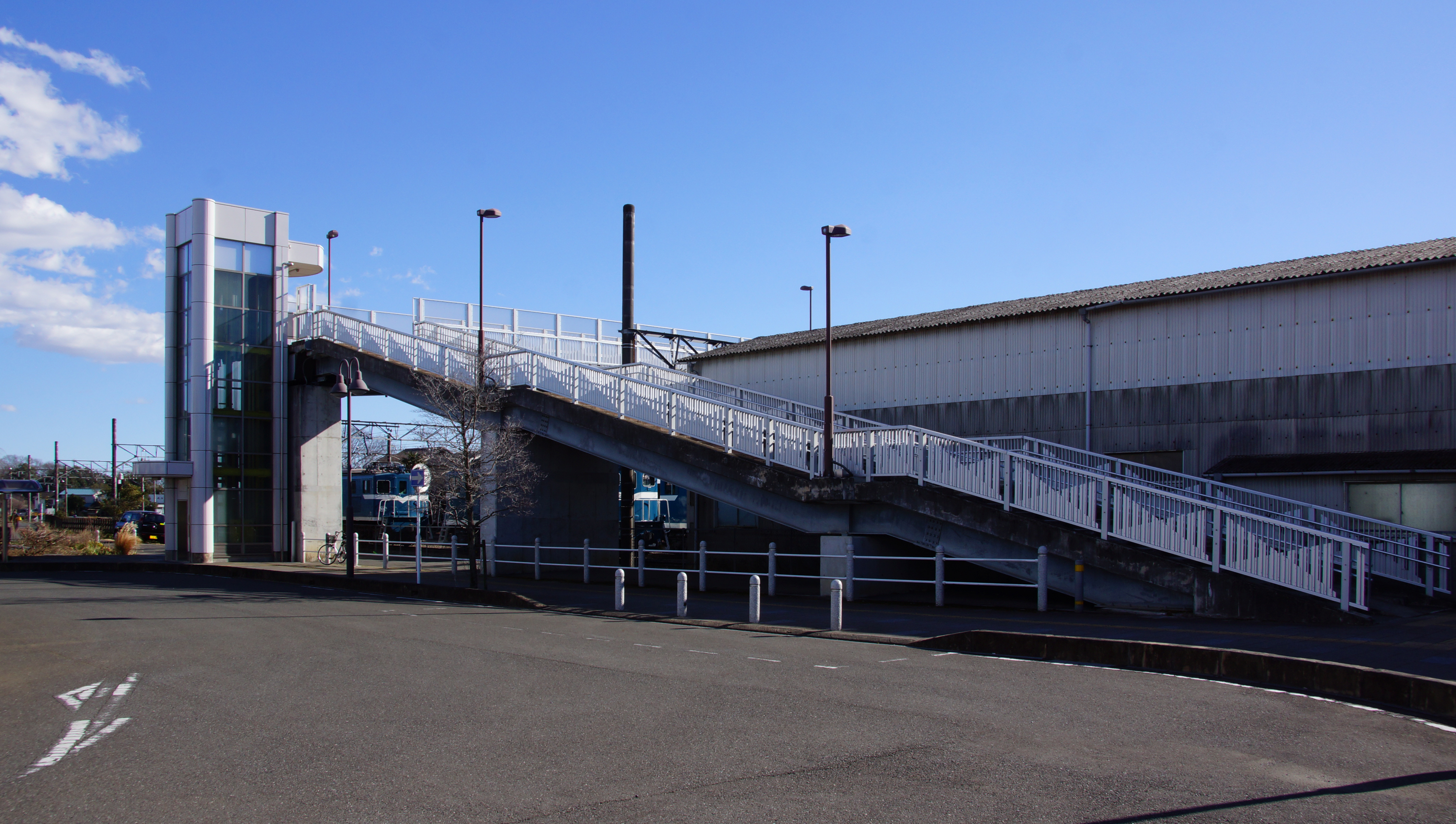
武川站的北側，2018年1月。

### 月台配置
| 月台 | 路線      | 目的地                         |
| ---- | --------- | ------------------------------ |
| 1    | ■秩父本線 | 往寄居、長瀞、秩父、三峰口方向 |
| 2    | ■秩父本線 | 往熊谷、行田市、羽生方向       |

## 旅客统计
在2017财政年度，本站平均每天有470名旅客乘車。 

## 相鄰車站
秩父鉄道
秩父本線
Paleo特快
熊谷－武川－寄居
急行
熊谷－武川－寄居
普通
明戶－武川－永田
三尻線（貨物線）
武川－三尻

## 外部連結
- 車站資訊 武川站（秩父鐵道） （页面存档备份，存于）